# Mali Chekon
Mali Chekon (del ruso: Малый Чекон) es un jútor del ókrug urbano de la ciudad-balneario de Anapa del krai de Krasnodar, en el sur de Rusia. Está situado en la cabecera del río Chekon, afluente del Kubán, 26 km al sudeste de la ciudad de Anapa y 121 km al oeste de Krasnodar. Tenía 54 habitantes en 2010.
Pertenece al municipio rural Gostagáyevskoye.